# Halve steek

Dubbele halve steek

De halve steek is een zeer eenvoudige knoop en wordt zeer veel toegepast als onderdeel van andere knopen. Zo bestaat de platte knoop uit twee halve steken.
Een halve steek op zich dient weinig nut. Hij wordt weleens gebruikt als stopperknoop, een knoop om een verdikking in de lijn aan te brengen, zodat de lijn niet door een oog heen schiet. Nadeel is dat wanneer de lijn onder spanning gezet wordt, de knoop niet meer eenvoudig los te maken is. Als stopperknoop verdienen andere knopen de voorkeur, omdat de halve knoop eenvoudig afglijdt.

Dubbele halve steek, met de eerste halve steek slippend

Veel praktischer is de halve steek bij het bevestigen van een lijn om een paal. Een enkele halve steek voldoet als de krachten op de lijn niet erg groot worden en de lijn niet veel beweegt. Als de lijn wel veel beweegt, of er komen grote krachten op de lijn te staan, dan is een dubbele halve steek noodzakelijk, want een enkele halve steek werkt zichzelf los. Nadeel van de dubbele halve steek is dat deze knoop vrij moeilijk los te maken is.
Een dubbele halve steek is wel goed los te krijgen door de eerste halve steek slippend te maken. Hierbij wordt niet het hele einde van de lijn door de steek getrokken, maar zorgt men ervoor dat een lus overblijft. Met deze lus kan dan de tweede halve steek gemaakt worden. Een goed alternatief voor de dubbele halve steek is de mastworp, eventueel geborgd met een halve steek.
Een halve steek met een dubbelgeslagen touw leidt tot een vaste lus of lusknoop, zie foto.

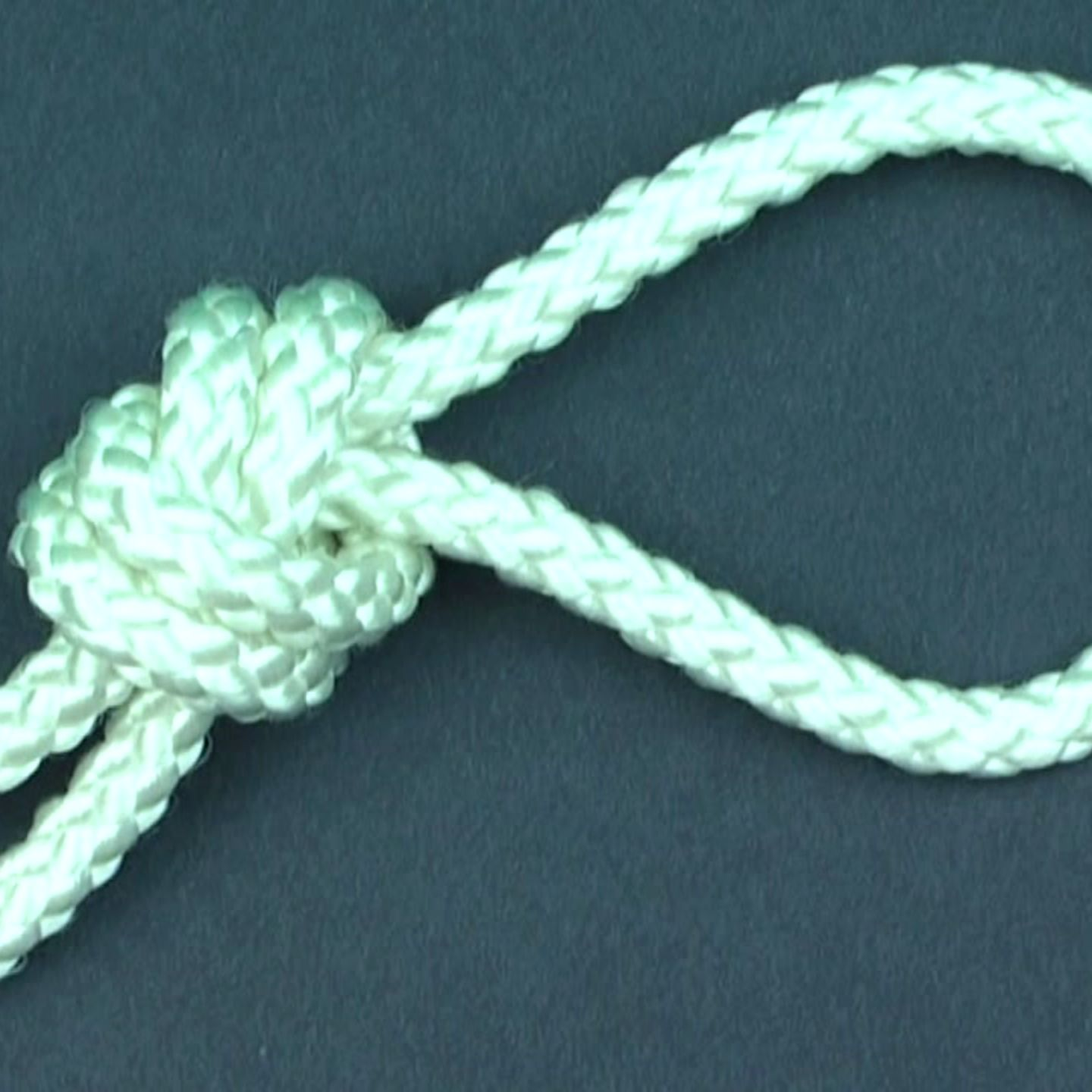
Lusknoop